# 세컨드 러브
〈세컨드 러브〉(일본어: セカンド・ラブ 세칸도 라부[*])는 일본의 여가수 나카모리 아키나(中森明菜)의 세 번째 싱글로 1982년 11월 10일에 발매되었다. (EP: L-1620) 작사는 키스기 에츠코(来生えつこ)가, 작곡은 키스기 다카오(来生たかお)가, 편곡은 하기타 미츠오(萩田光雄)가 담당하였다. B사이드곡은 〈거울속의 J〉(鏡の中のJ 카가미노나카노제이[*])로, 작사는 미우라 요시코(三浦徳子), 작곡은 사토 겐(佐藤健), 편곡은 역시 하기타 미츠오가 도맡았다. 데뷔곡인 〈슬로우 모션〉을 작사, 작곡한 키스기 에츠오, 다카오 남매가 다시 작업하였기 때문에 〈슬로우 모션〉과 곡조가 비슷한 단조의 발라드곡이다. 나카모리는 이 곡을 처음 들었을 때 섬세한 가사와 멜로디에 매우 감동하여 이 곡으로 자신이 제대로 노래할 수 있을지, 그리고 다른 가수가 소화해도 분명 크게 히트할 곡이라고 생각했다라고 회고했다. 이 곡으로 그녀는 1982년 12월 16일, TBS의 심야 음악방송 프로그램 《더 베스트텐》(ザ・ベストテン)에서 처음으로 1위를 달성하면서, 데뷔 최초로 음악 프로그램에서 차트 정상에 오르는데 성공하였다. 그러나 이에 그치지 않고 1983년 2월 4일자 방송분까지 계속 우승하며 8주 연속 1위를 이어나갔다. 더불어 오리콘 주간 차트에서 처음으로 1등을 달성함과 동시에 연간 차트에서도 7위의 상위권을 유지했다. 싱글의 총판매량은 약 77만장으로 나카모리의 싱글 중 가장 많은 판매량을 기록하였다.

## 평가 및 반응
음악전문 웹사이트인 CD 저널에서는 이 곡이 1980년대의 가요곡의 분위기를 따라가면서도 가수인 나카모리의 개성과 잘 어우러졌으며, 뒷날 나카모리의 창법이 확연히 바뀌면서 이러한 스타일의 곡을 잘 부르지 않았기 때문에, 그녀의 초기 디스코그래피에 빠질 수 없는 곡이라고 평하였다.

## 수록곡
| #            | 제목                                | 작사          | 작곡          | 편곡          | 재생 시간 |
| ------------ | ----------------------------------- | ------------- | ------------- | ------------- | --------- |
| 1.           | 〈〈세컨드 러브〉(セカンド・ラブ)〉 | 키스기 에츠코 | 키스기 다카오 | 하기타 미츠오 | 4:25      |
| 2.           | 〈〈거울 속의 J〉(鏡の中のJ)〉      | 미우라 요시코 | 사토 겐       | 하기타 미츠오 | 3:34      |
| 총 재생 시간 | 총 재생 시간                        | 총 재생 시간  | 총 재생 시간  | 총 재생 시간  | 7:59      |

## 수상
- 제16회 전일본유선방송대상 (상반기) - 우수스타상
- 제3회 일본작곡대상 - 대상

## 발매 일정
| 버전                     | 일정             | 레이블         | 포맷               |
| ------------------------ | ---------------- | -------------- | ------------------ |
| 〈세컨드 러브〉          | 1982년 11월 10일 | 워너 뮤직 재팬 | EP (L-1620)        |
| 〈세컨드 러브〉 (재발매) | 1988년 7월 25일  | 워너 뮤직 재팬 | 8cmCD (10SL-132)   |
| 〈세컨드 러브〉 (재발매) | 1988년 12월 21일 | 워너 뮤직 재팬 | CT (10L5-4042)     |
| 〈세컨드 러브〉 (재발매) | 1998년 11월 26일 | 워너 뮤직 재팬 | 12cmCD (WPC6-8660) |
| 〈세컨드 러브〉 (재발매) | 2008년 11월 12일 | 워너 뮤직 재팬 | 디지털 다운로드    |